# Galloway (Schottland)

Lage von Galloway in Schottland

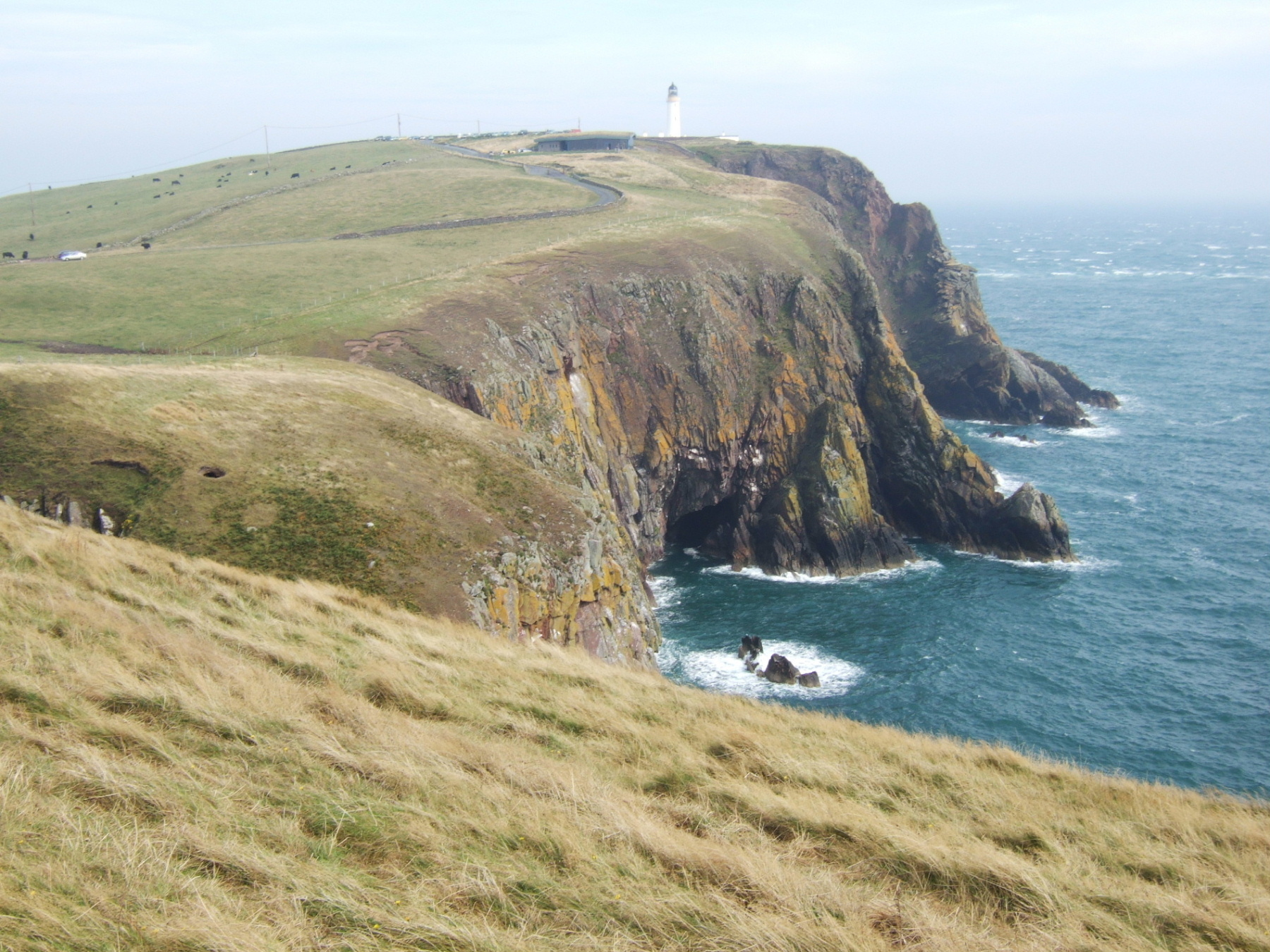
Das Kap Mull of Galloway mit dem Leuchtturm im Hintergrund

Galloway (schottisch-gälisch Gall-Ghàidhealaibh, „Land der fremden Gälen“) ist eine historische Landschaft im südwestlichen Schottland. Von 1975 bis 1996 bildete Dumfries and Galloway eine schottische Region, es ist heute eine von 32 Council Areas in Schottland.

## Geographie
Historisch das Land der aus Irland im 9. und 10. Jahrhundert eingewanderten Kelten (Galli), umfasst die Landschaft im südwestlichen Schottland die früheren Grafschaften Wigtownshire und Kirkcudbrightshire und endet südlich mit dem steilen Vorgebirge Mull of Galloway. Die keltische Sprache lebt nur noch in einigen geographischen Namen fort. 
Hauptorte sind die Stadt Kirkcudbright und die Stadt Wigtown, weitere bedeutende Orte sind Newton Stewart, Stranraer und Whithorn. 

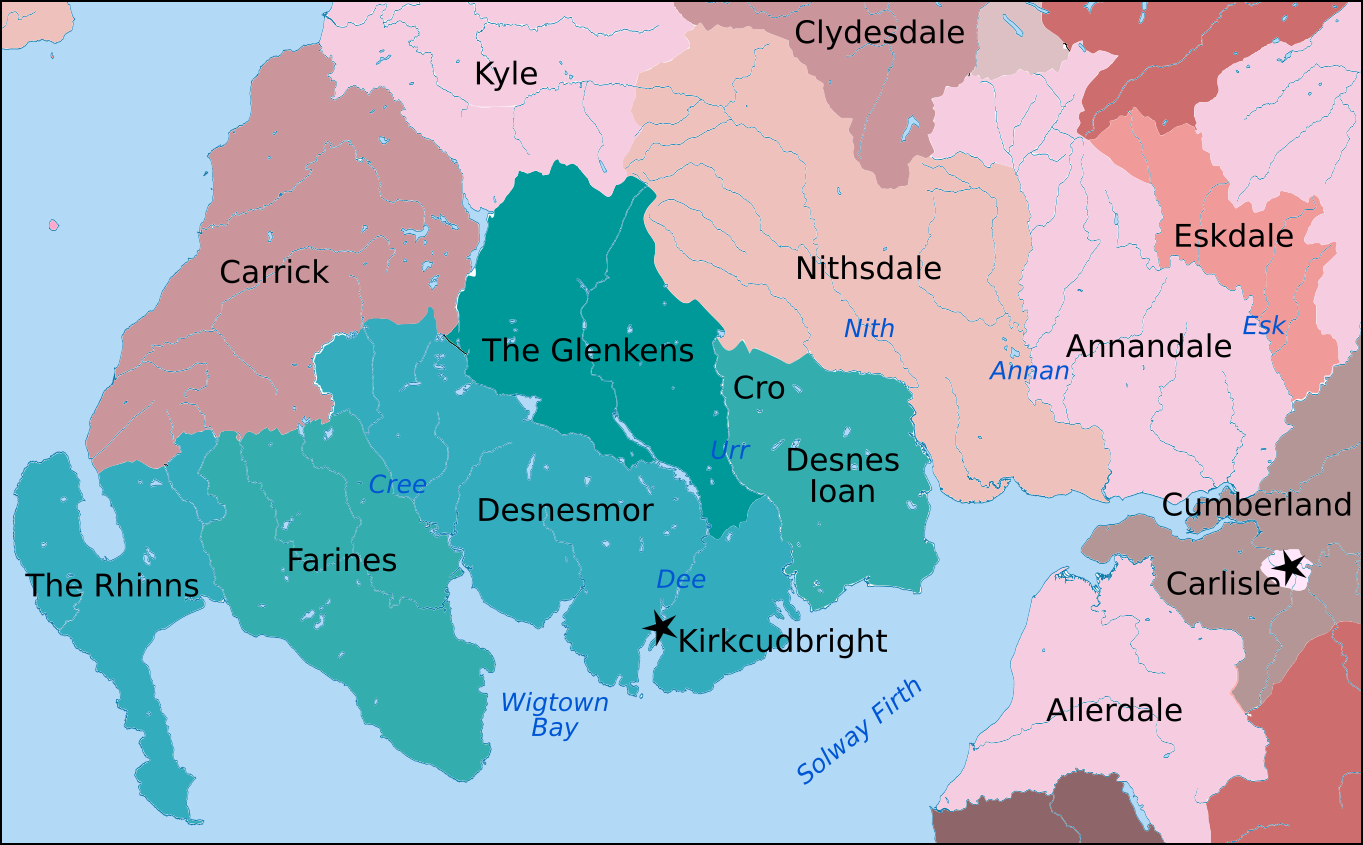
Die Gebiete der Herrschaft Galloway (grün) im 12. Jahrhundert

## Geschichte
Galloway bildete mit Teilen des südlich gelegenen Cumbria das Kerngebiet des Königreichs Strathclyde, das zwischen 1018 und 1054 von den Schotten erobert wurde; wahrscheinlich während der Regierungszeit Malcolms II., der 1034 starb.  Galloway war in der ersten Hälfte des 12. Jahrhunderts ein unabhängiges oder nahezu unabhängiges Fürstentum im Grenzraum zwischen England, Schottland und dem unter lockerer norwegischer Oberhoheit stehenden Königreich der Inseln.  
Nach 1124 wird Fergus als Herrscher von Galloway bezeichnet. Er stand unter lockerer Oberhoheit der schottischen Könige, denen er vermutlich einen jährlichen Tribut von 1000 Stück Vieh zahlen sollte. Obwohl er selbst nur den Titel Lord führte, wird er auch als König, Kinglet oder Fürst bezeichnet. Der letzte der unabhängigen einheimischen Magnaten, Alan, Lord of Galloway, starb 1234. Galloway wurde nach Alans Tod unter seinen Töchtern aufgeteilt. 1235 wurde eine Rebellion zugunsten von Alans unehelichem Sohn Thomas gewaltsam niedergeschlagen. Thomas wurde von seinen Halbschwestern in Barnard Castle, der Burg von Dervorguillas Mann John de Balliol inhaftiert. Erst nach über sechzigjähriger Gefangenschaft kam er als alter Mann 1296 frei. In der Folge wurde Galloway integraler Bestandteil des Königreichs Schottland. 
Das Bistum Galloway mit Sitz in Whithorn war aber weiterhin dem nordenglischen Erzbistum York (wohl schon seit dem 9. Jahrhundert) zugeordnet. Mit der Annahme der „Scots confession“ durch das schottische Parlament 1560 erfolgte der Bruch mit Rom. Die Reihe der Bischöfe von Galloway reißt jedoch erst 1688 im Zuge der Umwälzungen in der Church of Scotland ab. Insgesamt erlebte Galloway in den Jahren nach der Personalunion der Königreiche Schottland und England 1603 während der Bischofskriege und der Kriege der Drei Königreiche (des englischen Bürgerkriegs) einen radikalen Wandel.  
Lords of Galloway
- Fergus, Lord of Galloway († 1161)
- Uhtred, Lord of Galloway († 1174)
- Gilla Brigte, Lord of Galloway (anglisiert auch Gilbert, † 1185)
- Roland, Lord of Galloway († 1200)
- Alan, Lord of Galloway († 1234)
- Thomas of Galloway (Rebell) (nach 1296)

## Sonstiges
Galloway ist wegen seiner Rinder berühmt: 
- Galloway (GAL 47)
- Belted Galloway (BGA 49)
- White Galloway (WGA 57)